# Gerd Imbsweiler
Gerd Imbsweiler (* 19. Februar 1941 in Offenbach am Main; † 12. Januar 2013 in Basel) war ein deutscher Schauspieler, Theaterregisseur und Autor. Er lebte in Basel.

## Leben
Imbsweiler besuchte Volksschule und Gymnasium in Offenbach, dann folgte eine dreijährige Ausbildung zum Bankkaufmann. Er lebte ab 1963 in Zürich. 1964 bis 1966 absolvierte er eine Schauspielausbildung an der Schauspielakademie Zürich, schloss mit Diplom im Sommer 1966 ab. Danach übernahm er diverse kleine Rollen am Schauspielhaus Zürich. 1967 folgte eine dreimonatige Tournee mit dem Williamsstück  Die Katze auf dem heißen Blechdach mit Sonja Ziemann, Walter Richter, Peter Arens, Elisabeth Lennartz und anderen, Regie Werner Düggelin.
Ab Sommer 1968 erhielt er ein Engagement als Schauspieler an den Basler Theatern unter der Intendanz von Werner Düggelin. 1974 war er zusammen mit seiner Frau Ruth Oswalt Mitgründer des Theaters Spilkischte, des ersten ganzjährigen professionellen Theaters für Kinder in der Schweiz. Dort betätigte er sich seit 1975 als Schauspieler, Regisseur, Hausautor und Ko-Leiter. Mit dem Theater ging er regelmäßig auf Tourneen im In- und Ausland und gab Gastspiele an wichtigen Festivals. Im Jahr 1987 erregten er und seine Frau Ruth Oswalt unter der Regie von Beat Fäh Aufmerksamkeit mit ihrer Fassung von Die Stühle von Eugène Ionesco, mit der sie sich auch an ein junges Publikum wandten. Danach erfolgte eine intensive Zusammenarbeit mit Beat Fäh und Antonia Brix. Mit ihr erarbeitete er 1998 sein erstes Theatersolo Aus der Früherheit. 1999 erfolgte die Umbenennung des Theaters Spilkischte in Vorstadttheater Basel. Nach 33 Jahren zogen sich Imbsweiler und Oswalt 2007 vom Vorstadttheater zurück und übergaben die künstlerische Verantwortung in die Hände eines jüngeren Theaterpaares.
2012 wurde bei Imbsweiler ALS diagnostiziert. Die Krankheit zwang ihn, vom Theater Abschied zu nehmen. Er verstarb am 12. Januar 2013 im Alter von 71 Jahren an den Folgen der Krankheit.

## Auszeichnungen
- 1987 Kunstpreis der Stadt Basel.
- 1999 zusammen mit seiner Frau Ruth Oswalt Preisträger des Hans Reinhart-Ringes, der höchsten Theaterauszeichnung der Schweiz
- 1999 ebenfalls mit seiner Frau und Partnerin Preis der Internationalen ASSITEJ, dem Dachverband der Theater für ein junges Publikum.

## Werke
1985 gründete Gerd Imbsweiler den Imbos-Verlag, ein Kleinverlag, in dem er auch seine eigenen Werke (Theaterstücken,  Kurzgeschichten und Lyrik) veröffentlichte.
- 1986 Sartolo der Puppenspieler (Stückgut Verlag)
- 1986 EselsSchatten (Imbosverlag)
- 1986 Positiefschläge mit Fritz Hauser, Schlagzeug MC (Imbosverlag)
- 1987 Fink oder Freitag der 13. (Stückgut Verlag)
- 1989 Von Perlen und Säuen (Rowohlt)
- 1991 Hexenfieber (Hänschen klein) Koautor (Stückgut Verlag)
- 1995 Positiefschläge, Kurzgeschichten (Imbosverlag)
- 1998 Aus der Früherheit, Erinnerungen (Imbosverlag)
- 1999 Knigges Erben, Co-Autor (Theaterstück-Verlag)
- 2002 Gute Frage – Nächste Frage, Koautor (Theaterstück-Verlag)
- 2004 Schildkrötenträume, Text zu Bilderbuch (Bajazzo-Verlag)
- 2004 TRIO IKS mit Kappeler + Studer (Imbosverlag)
- 2005 Du Blume, Geschichten zu Bildern (Imbosverlag)
- 2009 ZISCH – Fotografien und Texte (Imbos Basel)

Diverse Veröffentlichungen von Kurzgeschichten in Zeitungen, Zeitschriften
Aufnahme von Gedichten in Anthologien.
Diverse Kurzgeschichten in diversen Veröffentlichungen als Beispiele.